# BurJuman
25°15′11″ пн. ш. 55°18′07″ сх. д. / 25.253055555556° пн. ш. 55.301944444444° сх. д.
BurJuman — великий торговий центр в Дубаї (Об'єднані Арабські Емірати). Один із найстаріших у країні. Відкрився в 1991 в історичному центрі міста, в районі Bur Dubai. Неподалік знаходиться пересадна станція Дубайського метрополітену Khaleed bin Waleed.
У BurJuman на площі близько 74 000 м² розміщується понад 300 магазинів. Торговий центр має паркування на 3400 автомобілів. Торговий центр об'єднаний з 4-зірковим готелем Burjuman Rotana Suites в єдиний комплекс.
У 2004 торговельний комплекс розширено.